# إرهارد هايدن
إرهارد هايدن (23 فبراير 1901 - 1933) كان عضوا مبكرا في الحزب النازي والقائد الثالث لشوتزشتافل (إس إس)، الجناح شبه العسكري في كتيبة العاصفة. تم تعيينه رئيسًا لقوات الأمن الخاصة، وهي قسم فرعي من النخبة في عام 1927. في ذلك الوقت كان عدد قوات الأمن الخاصة أقل من ألف رجل ووجد هايدن صعوبة في التغلب على الحالة الأكبر. لم ينجح هايدن في هذا المنصب، وانخفضت عضوية قوات الأمن الخاصة بشكل ملحوظ تحت قيادته. تم فصله من منصبه في عام 1929، رسميا «لأسباب عائلية». تم القبض عليه بعد وصول النازيين إلى السلطة في عام 1933 وأعدم في نفس العام.

## حياة
ولد إرهارد هايدن في 23 فبراير 1901 في مدينة وايلر-سميربرغ، في بافاريا.  في عام 1917، التحق بمدرسة NCO في فورستنفلدبروك.  لا يعرف الكثير عن حياته المبكرة. 
بعد هزيمة ألمانيا في الحرب العالمية الأولى، ابتليت البلاد بالتضخم المفرط والبطالة والفقر والجريمة والاضطرابات.  خلال ذلك الوقت، خدم هايدن في وحدة فرايكوربس.  في عام 1919، تم إنشاء حزب سياسي يميني صغير يُعرف باسم حزب العمال الألماني (DAP) ومقره في ميونيخ. في عام 1920، غيرت اسمه إلى حزب العمال الوطني الاشتراكي الألماني (الحزب النازي).   رفض الحزب شروط معاهدة فرساي ودعى إلى معاداة السامية ومعاداة البلشفية. 
في اجتماعات الحزب في أواخر عام 1919 وأوائل عام 1920، حاول الحاضرون تعطيل خطابات أدولف هتلر، وحاربوا أعضاء الحزب. تقرر أن تعمل مجموعة دائمة من أعضاء الحزب على حماية المسؤولين النازيين في التجمعات وتعطيل اجتماعات الأحزاب المعارضة. تم تشكيل أساس كتيبة العاصفة.  أصبح هايدن عضوا مبكرا في الحزب النازي وكتيبة العاصفة.  في عام 1923، انضم هايدن إلى وحدة حراسة شخصية صغيرة لأدولف هتلر باسم -قوات الصدمة ("Shock Troop-Hitler"). 
في نفس العام، شعر هتلر بالقوة الكافية للقيام بمحاولة الاستيلاء على السلطة في ميونيخ. مستوحى من كتاب «مسيرة يوم روما» لبينيتو موسوليني في العام السابق، كان النازيون يهدفون أولاً إلى تأسيس السلطة في ميونيخ ومن ثم تحدي الحكومة في برلين. في 9 نوفمبر 1923، شاركت قوات الصدمة جنبًا إلى جنب مع كتيبة العاصفة والعديد من الوحدات شبه العسكرية الأخرى، في انقلاب فاشل، مما أسفر عن مقتل ستة عشر من أنصار النازيين وأربعة ضباط شرطة، وهو حدث يُعرف باسم انقلاب بير هول. بعد الانقلاب، سجن هتلر وغيره من القادة النازيين في سجن لاندسبيرغ بتهمة الخيانة العظمى.  تم حل الحزب النازي وجميع التشكيلات المرتبطة به، بما في ذلك قوات الصدمة رسميا. 

## وظيفته في إس إس

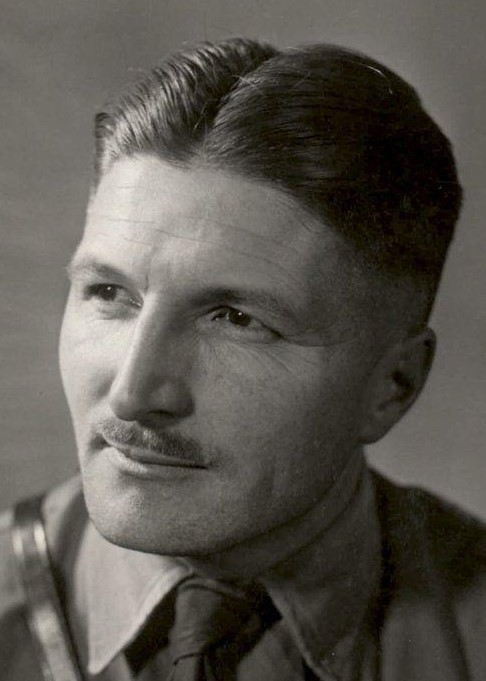
بيرشتولد، سلف هايدن كرئيس لقوات الأمن الخاصة

بعد إطلاق سراح هتلر من السجن في ديسمبر 1924، تم إعادة تأسيس الحزب النازي رسمياً. في عام 1925، أمر هتلر بتشكيل وحدة حراسة شخصية جديدة، هي Schutzkommando («قيادة الحماية؛ SS»).  بتكوينه يوليوس شريك وضمت أعضاء قوات الصدمة القدامى مثل إميل موريس وهايدن.   في نفس العام، تم توسيع Schutzkommando وإعادة تسميتها Sturmstaffel («سرب العاصفة»)، وأخيرا الشوتزشتافل («سرب الحماية»؛ إس إس).  أنضم هايدن  إلى الإس إس في عام 1925 وكان داعيا مبكرا لفصل الوحدة عن كتيبة العاصفة، المنظمة الأم. 
في 1 مارس 1927، نقل جوزيف بيرشتولد قيادة قوات الأمن الخاصة إلى هايدن، الذي كان نائبه بالإنابة. أصيب بيرشتولد بخيبة أمل من سلطة إس إيه على قوات الأمن الخاصة.   كرئيس لقوات الأمن الخاصة، وجد هايدن أيضًا أنه من الصعب العمل تحت إدارة أكبر وأكثر قوة. تحت قيادة هايدن، تم فرض مدونة أكثر صرامة من الانضباط مما كان يمكن التغاضي عنه في صفوف كتيبة العاصفة. طالب هايدن كذلك ألا يشارك الرجال تحت قيادته في الأمور الحزبية التي لا تشكل مصدر قلق لهم. كان نيته إنشاء وحدة نخبة صغيرة وتجنيد مجندين أعلى جودة. 
باستثناء منطقة ميونيخ، لم تتمكن الوحدة من الحفاظ على أي مكانة. انخفض عدد أعضاء الإس إس من 1000 إلى 280 مع استمرار إس إس في النضال تحت كتيبة العاصفة.  عندما حاول هايدن منع المجموعة الصغيرة من الذوبان، أصبح هاينريش هيملر نائبا له في سبتمبر 1927. كان هيملر متحمسًا وأمتلك رؤية كبيرة لإس إس وأظهر قدرات تنظيمية جيدة استخدمها هايدن.  أصبح هيملر القوة الدافعة داخل قوات الأمن الخاصة، وفي الوقت المناسب تغلب على هايدن. 
عند إقالة هايدن تولى هيملر منصب زعيم الرايخ-إس إس بموافقة هتلر في يناير 1929.  هناك روايات مختلفة عن سبب إقالة هايدن. أعلن الحزب أنه كان «لأسباب عائلية».  اقترح أيضًا في ذلك الوقت أن الفصل كان بسبب ارتباط هايدن باليهود.  منذ عام 1928، بات هايدن شريكًا مشاركًا في شركة لتوريد الملابس التي كانت تبيع الزي الرسمي للقوات الخاصة. قامت شركة أخرى في ميونخ بتزويد هايدن بزي قوات الأمن الخاصة. وقد اكتشف أن هذه الشركة الأخرى كانت مملوكة من قبل يهودي. علاوة على ذلك، زُعم أن شركة هايدن كانت تحقق أرباحًا كبيرة على مبيعات الملابس ببيعها الزي الرسمي لجهاز الأمن الخاص. أدى ذلك إلى استقالة هايدن كرئيس لقوات الأمن الخاصة.  يقول المؤرخ أدريان ويل إن الفصل ربما كان بسبب عدم فعاليته في الوظيفة، لكن كانت هناك شائعات بأنه كان مخبراً للشرطة.  يقول كاتب سيرة هيملر بيتر لونجريتش إنه إلى جانب الإعلان الرسمي «ليس لدينا أي أدلة أخرى لشرح إقالة هايدن أو تعيين هيملر».  في عهد هيملر، توسعت قوات الأمن الخاصة بشكل كبير مع مرور الوقت، وكان هدفه النهائي هو تحويلها إلى أقوى منظمة في ألمانيا. 

### الموت
بعد وصول النازيين إلى السلطة في يناير 1933، تم اعتقال هايدن. بناءً على أوامر من هيملر وراينهارد هايدريش، قُتِل في وقت لاحق من ذلك العام على أيدي أفراد من الشرطة الامنية. تم العثور على جثة هايدن في سبتمبر 1933 ودُفن في 15 سبتمبر 1933. 

### اقتباسات
1. 1 2  Kiekenap 2008.
2. 1 2 3  Miller 2015.
3. 1 2  Evans 2003.
4. ↑  Kershaw 2008.
5. ↑  Goldhagen 1996.
6. ↑  Toland 1976.
7. 1 2 3 4 5 6  McNab 2009.
8. ↑  Hamilton 1984.
9. ↑  Wegner 1990.
10. 1 2 3 4 5 6 7 8 9 10 11  Weale 2010.
11. ↑  Shirer 1991.
12. ↑  Cook & Russell 2000.
13. 1 2  Longerich 2012.